# Dunfermline Athletic Football Club
Maillots
Dernière mise à jour : 7 juin 2025.
Le Dunfermline Athletic FC est un club écossais de football, fondé en 1885, qui évolue en Scottish Championship et basé à Dunfermline.

## Historique

### Relatif anonymat (1885-1960)
- 1885 : fondation du club
- 1891 : 1re participation à la Midland Football League
- 1896 : 1re participation à la Central Football League
- 1912 : 1re participation à Scottish Football League

### Difficultés financières et chute (depuis 2011)
- 2022 : À l'issue de la saison 2021-22 le club est relegué à Scottish League One (troisième division écossaise).

- 2023 : À l'issue de la saison 2022-23 le club est promu à Scottish Championship (deuxième division écossaise).

## Palmarès et records

### Palmarès
| Compétitions nationales | Compétitions internationales |
| - Championnat d'Écosse (0) : - Meilleur classement : . - Championnat d'Écosse de deuxième division (4) : - Champion : 1926, 1989, 1996 et 2011 - Vice-champion : 1913, 1934, 1955, 1958, 1973, 1987, 1994, 1995 et 2000. - Championnat d'Écosse de troisième division (2) : - Champion : 1986 et 2016. - Vice-champion : 1979 et 2014 - Coupe d'Écosse (2) : - Vainqueur : 1961 et 1968. - Finaliste : 1965, 2004 et 2007. - Coupe de la Ligue (0) : - Finaliste : 1950, 1992 et 2006. - Scottish Challenge Cup (0) : - Finaliste : 2008. - Central Football League (2) : - Champion : 1911 et 1912. - Scottish Qualifying Cup (1) : - Vainqueur : 1911. |                              |

## Joueurs et personnalités du club

### Entraîneurs
Le tableau suivant présente la liste des entraîneurs du club depuis 1922.
| Rang | Nom             | Période                     |
| ---- | --------------- | --------------------------- |
| 1    | Willie Knight   | 13 mars 1922-31 mai 1925    |
| 2    | Sandy Paterson  | 31 mai 1925-31 mai 1930     |
| 3    | Willie Knight   | 31 mai 1930-28 mai 1936     |
| 4    | David Taylor    | 5 juin 1936-10 nov. 1938    |
| 5    | Peter Wilson    | 4 mai 1938-31 mai 1939      |
| 6    | Sandy Archibald | 12 oct. 1939-19 nov. 1946   |
| 7    | Willie McAndrew | 13 févr. 1947-31 juil. 1947 |
| 8    | Bobby Calder    | 1er août 1947-31 mai 1948   |
| 9    | Sandy Terris    | 1er août 1948-31 mai 1949   |
| 10   | Webber Lees     | 31 juil. 1949-1er août 1951 |
| 11   | Tom Younger     | 1er août 1951-31 mai 1952   |
| 12   | Bobby Ancell    | 1er août 1952-31 juil. 1955 |
| 13   | Andy Dickson    | 1er août 1955-13 mars 1960  |
| 14   | Jock Stein      | 14 mars 1960-30 mars 1964   |

| Rang | Nom                      | Période                     |
| ---- | ------------------------ | --------------------------- |
| 15   | Willie Cunningham        | 30 mars 1964-22 juin 1967   |
| 16   | George Farm              | 17 juil. 1967-1er oct. 1970 |
| 17   | Andy Stevenson (intérim) | 1er oct. 1970-22 oct. 1970  |
| 18   | Alex Wright              | 22 oct. 1970-21 févr. 1972  |
| 19   | George Miller            | 22 févr. 1972-31 août 1975  |
| 20   | Jimmy Thomson (intérim)  | 31 août 1975-20 sept. 1975  |
| 21   | Harry Melrose            | 20 sept. 1975-9 déc. 1980   |
| 22   | Pat Stanton              | 16 déc. 1980-2 sept. 1982   |
| 23   | Jimmy Thomson (intérim)  | 2 sept. 1982-20 sept. 1982  |
| 24   | Tom Forsyth              | 20 sept. 1982-17 oct. 1983  |
| 25   | Jim Leishman             | 17 oct. 1983-31 mai 1990    |
| 26   | Iain Munro               | 27 juil. 1990-17 sept. 1991 |
| 27   | Jocky Scott              | 20 sept. 1991-19 mai 1993   |
| 28   | Bert Paton               | 10 juin 1993-6 janv. 1999   |

| Rang | Nom                       | Période                     |
| ---- | ------------------------- | --------------------------- |
| 29   | Dick Campbell             | 6 janv. 1999-2 nov. 1999    |
| 30   | Jimmy Nicholl (intérim)   | 2 nov. 1999-30 nov. 1999    |
| 31   | Jimmy Calderwood          | 30 nov. 1999-28 mai 2004    |
| 32   | David Hay                 | 17 juin 2004-3 mai 2005     |
| 33   | Jim Leishman              | 3 mai 2005-26 oct. 2006     |
| 34   | Craig Robertson (intérim) | 26 oct. 2006-10 nov. 2006   |
| 35   | Stephen Kenny             | 10 nov. 2006-4 déc. 2007    |
| 36   | Jim McIntyre (intérim)    | 4 déc. 2007-3 janv. 2008    |
| 37   | Jim McIntyre              | 3 janv. 2008-16 mars 2012   |
| 38   | Jim Jefferies             | 21 mars 2012-16 déc. 2014   |
| 39   | John Potter               | 16 déc. 2014-30 avr. 2015   |
| 40   | Allan Johnston            | 8 mai 2015-9 janv. 2019     |
| 41   | Stevie Crawford           | 9 janv. 2019-28 mai 2021    |
| 42   | Peter Grant               | 28 mai 2021-31 octobre 2021 |
| 43   | John Hughes               | 12 novembre 2021-           |

### Joueurs emblématiques
- Alex Ferguson
- Jackie Sinclair
- Jackie McNamara
- Craig Brewster
- Neale Cooper
- Gary Dempsey
- Jimmy Gordon
- Jim Herriot
- Hamish McAlpine
- Mickaël Antoine-Curier
- Rory Loy
- Noel Whelan
- Colin McGlashan